# Деривационные формулы Вайнгартена
Деривационные формулы Вайнгартена дают разложение производной единичного вектора нормали к поверхности в терминах первых производных радиус-вектора этой поверхности. Эти формулы выведены в 1861 году германским математиком Юлиусом Вайнгартеном.

## Утверждение в классической дифференциальной геометрии
Пусть S будет поверхностью в трёхмерном евклидовом пространстве, которая параметризована радиус-вектором {\displaystyle \mathbf {r} (u,v)} поверхности. Пусть {\displaystyle P=P(u,v)} будет фиксированной точкой на поверхности. Тогда
{\displaystyle \mathbf {r} _{u}={\frac {\partial \mathbf {r} }{\partial u}},\quad \mathbf {r} _{v}={\frac {\partial \mathbf {r} }{\partial v}}}
являются двумя касательными векторами в точке P.
Пусть n будет единичным вектором нормали и пусть {\displaystyle (E,F,G)} и {\displaystyle (L,M,N)} будут коэффициентами первой и второй квадратичных форм этой поверхности соответственно. Дифференциальные формулы Вайнгартена дают первую производную единичного вектора нормали n в точке P в терминах касательных векторов {\displaystyle \mathbf {r} _{u}} и {\displaystyle \mathbf {r} _{v}}:
{\displaystyle \mathbf {n} _{u}={\frac {FM-GL}{EG-F^{2}}}\mathbf {r} _{u}+{\frac {FL-EM}{EG-F^{2}}}\mathbf {r} _{v}}
{\displaystyle \mathbf {n} _{v}={\frac {FN-GM}{EG-F^{2}}}\mathbf {r} _{u}+{\frac {FM-EN}{EG-F^{2}}}\mathbf {r} _{v}}
Эти уравнения можно выразить компактно
{\displaystyle \partial _{a}\mathbf {n} =K_{a}^{~b}\mathbf {r} _{b}},
где Kab являются компонентами тензора кривизны поверхности.